# Stanka Zlateva
Stanka Zlateva, född den 1 mars 1983 i Krushare, Bulgarien, är en bulgarisk brottare som tog OS-silver i tungviktsbrottning i fristilsklassen 2008 i Peking. 